# Phó Bá Long
Phó Bá Long (25 tháng 4 năm 1922 – 17 tháng 2 năm 2009) là giáo sư và chính khách Việt Nam Cộng hòa, cựu Tổng trưởng Bộ Lao động dưới thời Đệ Nhị Cộng hòa.

## Tiểu sử

### Thân thế và học vấn
Phó Bá Long sinh ngày 25 tháng 4 năm 1922 tại Hà Nội, Bắc Kỳ, Liên bang Đông Dương.:468:101
Lúc nhỏ, ông được gia đình cho qua Trung Quốc du học Trường St. Francis Xavier ở Thượng Hải. Năm 1940, về Hà Nội học tiếp ở Trường Trung học Bảo hộ, Trường Trung học Albert Sarraut và một số trường khác.
Để tránh bom đạn, trường Albert Sarraut đã chuyển lên Đà Lạt và ông thi Tú tài Pháp ở trường Lycée Yersin Đà Lạt năm 1944. Sau năm 1945, Nhật tiến quân sang Đông Dương, ông tình nguyện gia nhập đội quân kháng chiến rồi được tham dự  khóa chính trị đặc biệt của Quân Giải phóng. Ít lâu sau, ông theo học trường Quân Dược Sĩ tại Viện Đại học Hà Nội từ năm 1946 đến năm 1950.:101 Học xong trường này thì được cử tham gia chiến dịch Thập Vạn Đại Sơn. 
Tháng 7 năm 1954, ông được trao Học bổng Fulbright sang học bên Mỹ. Lúc đầu, ông muốn nộp đơn vào Đại học Georgetown để học ngành quản trị kinh doanh. Vì trường không có chuyên ngành này nên ông được giới thiệu đến Đại học Harvard theo học lấy bằng Thạc sĩ Quản trị Kinh doanh.:468:101 Ngoài ra, ông còn được bầu chọn làm Chủ tịch Hội Sinh viên Công giáo tại Bắc Mỹ cùng năm đó. 

### Lập nghiệp và tham chính
Năm 1956, ông hoàn thành chương trình quản trị kinh doanh Đại học Harvard:468:101 rồi trở về nước làm Quản trị viên Ngân hàng Quốc gia Việt Nam dưới thời Đệ Nhất Cộng hòa. Ông cũng từng giữ chức Tổng Giám đốc Công ty Thủy tinh, Nhà máy gạch Bắc Kỳ, và làm Giám đốc hãng xăng dầu Esso tại Sài Gòn.
Năm 1964, Linh mục Viện trưởng Nguyễn Văn Lập có công sáng lập Trường Chính trị Kinh doanh Viện Đại học Đà Lạt cùng với Giáo sư Trần Long, Giáo sư Phó Bá Long, Giáo sư Vũ Quốc Thúc và Giáo sư Bùi Xuân Bào. Giáo sư Trần Long làm Khoa trưởng tiên khởi. Riêng ông tham gia giảng dạy môn Quản trị học tại trường này.
Năm 1967, ông ra ứng cử Thượng nghị viện trong Liên danh Học đường, dấu hiệu Sư Tử. Thụ ủy liên danh là Giáo sư Vũ Quốc Thúc.
Năm 1971, ông đảm nhận chức vụ Khoa trưởng Trường Chính trị Kinh doanh rồi sau đó kiêm nhiệm chức vụ Khoa trưởng Trường Cao học Chính trị Kinh doanh. Trong thời gian làm Khoa trưởng, ông có công thiết lập hệ thống bảo huynh: sinh viên các lớp đàn anh giúp đỡ các sinh viên mới nhập học.
Sau cuộc tuyển cử khai sinh ra nền Đệ Nhị Cộng hòa, ông được mời làm Tổng trưởng Bộ Lao động trong nội các Nguyễn Văn Lộc từ năm 1967 đến năm 1968.:468

### Sau năm 1975
Sau biến cố 30 tháng 4 năm 1975, ông sang Mỹ định cư. Dù sau này ông từng về thăm Việt Nam nhiều lần.
Ông qua đời ngày 17 tháng 2 năm 2009 tại McLean, Virginia, Hoa Kỳ, hưởng thọ 87 tuổi.

## Đời tư
Phó Bá Long là tín hữu Công giáo, tên thánh là Vincent-Ambroise.:101 Ông lập gia đình và có tất cả sáu người con.:468

## Tác phẩm
- On the Long Way Home[10]